# Bodnegg
Bodnegg é um município da Alemanha, no distrito de Ravensburg, na região administrativa de Tubinga, estado de Baden-Württemberg.

## Localização geográfica
Bodnegg fica na junção da Alta Suábia no Allgäu Ocidental por volta de  519-700 metros de altura, cerca de 15 km cada, da cidade de Ravensburg, Wangen e longe de Tettnang.